# 武川佑
武川 佑 (たけかわ ゆう、1981年 - ) は、日本の小説家。神奈川県生まれ。

## 来歴
立教大学文学研究科博士課程前期課程（ドイツ文学専攻）修了。
書店員、業界新聞記者を経て、2016年に『鬼惑い』で第1回決戦!小説大賞の奨励賞を受賞。
2017年に書き下ろし長編『虎の牙』でデビューし、同作は第7回歴史時代作家クラブ賞の新人賞を受賞。
2021年に『千里をゆけ くじ引き将軍と隻腕女』で第10回日本歴史時代作家協会賞の作品賞を受賞。

## 受賞・候補
- 2016年『鬼惑い』で第1回決戦!小説大賞（奨励賞）受賞
- 2016年『三ツ首語り』で第2回決戦!小説大賞候補
- 2018年『虎の牙』で第7回歴史時代作家クラブ賞（新人賞）受賞
- 2018年『虎の牙』で第24回中山義秀文学賞候補
- 2021年『千里をゆけ くじ引き将軍と隻腕女』で第10回日本歴史時代作家協会賞（作品賞）受賞
- 2021年『千里をゆけ くじ引き将軍と隻腕女』で第11回本屋が選ぶ時代小説大賞候補

## 作品

### 単著
- 鬼惑い　講談社 (電子のみ)[3]
- 虎の牙　講談社　2017年10月18日　ISBN 978-4062207416 / 講談社文庫　2021年12月15日　ISBN 978-4065264096
- 落梅の賦　講談社　2019年4月25日　ISBN 978-4065134306
- 千里をゆけ くじ引き将軍と隻腕女　文藝春秋　2021年3月26日　ISBN 978-4163913322 / 悪将軍暗殺（文庫化改題）　文春文庫　2024年2月6日　ISBN 978-4167921736
- かすてぼうろ 越前台所衆 於くらの覚書 光文社　2021年11月24日　ISBN 978-4334914349

### アンソロジー
- 決戦！設楽原 武田軍 vs. 織田・徳川軍　講談社　2018年10月18日　ISBN 978-4065135297
- 風雲 戦国アンソロジー　講談社文庫　2023年1月17日　ISBN 978-4065257500
- 妖異幻怪 陰陽師・安倍晴明トリビュート　文春文庫　2023年3月8日　ISBN  978-4167920098